# Кориткув (Свентокшиське воєводство)
Кориткув (пол. Korytków) — село в Польщі, у гміні Ґоварчув Конецького повіту Свентокшиського воєводства.
Населення — 278 осіб (2011).
У 1975-1998 роках село належало до Радомського воєводства.

## Демографія
Демографічна структура на день 31 березня 2011 року:
|          | Загалом | Допрацездатний вік | Працездатний вік | Постпрацездатний вік |
| -------- | ------- | ------------------ | ---------------- | -------------------- |
| Чоловіки | 143     | 28                 | 106              | 9                    |
| Жінки    | 135     | 27                 | 74               | 34                   |
| Разом    | 278     | 55                 | 180              | 43                   |